# Sotol
 (octobre 2016).
Si vous disposez d'ouvrages ou d'articles de référence ou si vous connaissez des sites web de qualité traitant du thème abordé ici, merci de compléter l'article en donnant les références utiles à sa vérifiabilité et en les liant à la section « Notes et références ».

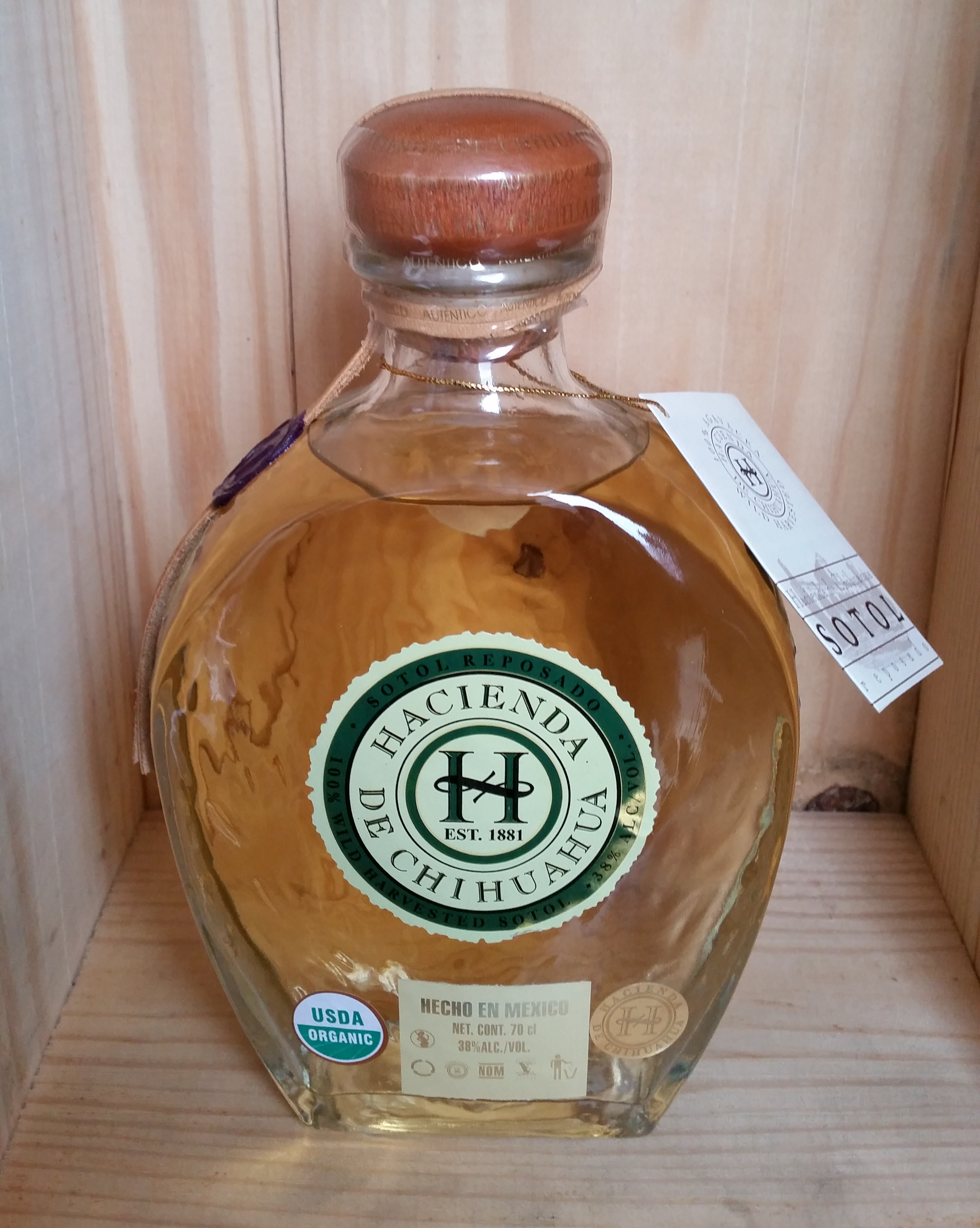
Un flacon de sotol

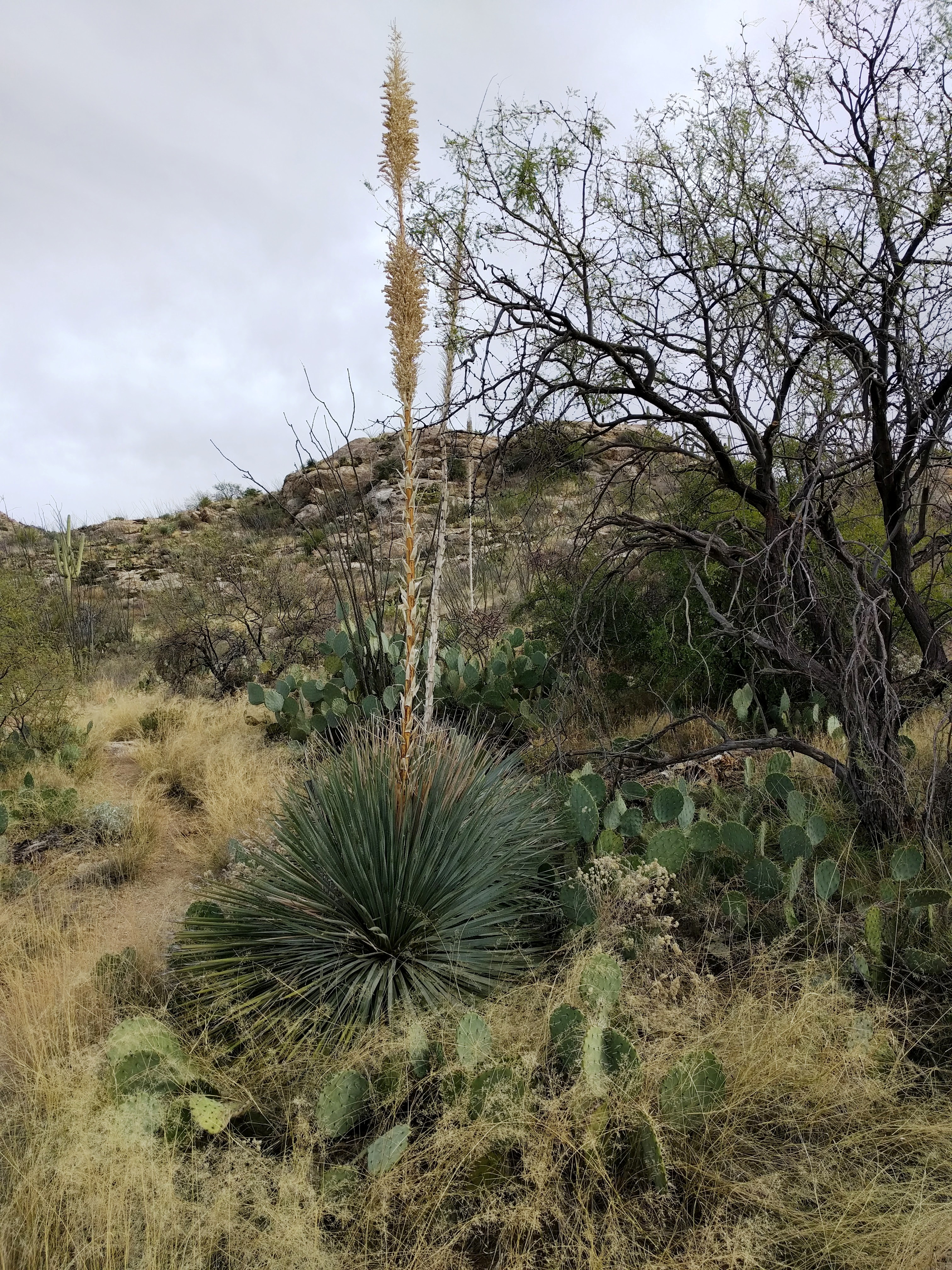
La plante à l'origine de la boisson

Sotol est un spiritueux distillé et fabriqué à partir des feuilles de Dasylirion wheeleri, Asparagaceae (communément appelée au Mexique, sotol ou encore Sereque), plante qui pousse dans le nord du Mexique, au Nouveau-Mexique, à l'ouest du Texas, et dans le Texas Hill Country. Il est connu comme boisson locale dans les états de Chihuahua, Durango et Coahuila. Il existe quelques exemples de production commerciale mais ce produit est très peu industrialisé. 
Le Sotol est un produit encore artisanal, proche du mezcal du centre du Mexique. 